# HMS Berwick (1902)
La HMS Berwick fu una dei 10 incrociatori corazzati della classe Monmouth costruiti per la Royal Navy nel primo decennio del XX secolo. Al completamento fu assegnata al 2nd Cruiser Squadron della Channel Fleet e fu poi trasferita alla Home Fleet nel 1906. Nel 1908 speronò accidentalmente un cacciatorpediniere britannico, affondandolo. La Berwick fu raddobbata tra il 1908 e il 1909, prima di essere trasferita nello stesso anno al 4th Cruiser Squadron, di stanza tra Nord America e i Caraibi.
Poco dopo l'inizio della prima guerra mondiale catturò una nave mercantile tedesca. Durante la guerra la nave si occupò di pattugliare l'oceano contro il commercio tedesco e scortò convogli. Nel 1919 la Berwick fu assegnata all'8th Light Cruiser Squadron, prima di essere radiata e venduta per essere demolita nel 1920.

## Progetto e descrizione
La Berwick fu progettata per avere un dislocamento di 10000 t. La nave aveva una lunghezza fuori tutto di 141,3 m, un baglio massimo di 20,1 m e un'immersione a pieno carico di 7,6 m. Era propulsa da due motori a vapore a triplice espansione a 4 cilindri, ognuno collegato ad un'elica, che producevano una potenza totale di 16000 kW e davano alla nave una velocità massima di 23 nodi. I motori erano azionati dal vapore prodotto in 31 caldaie a tubi d'acqua Niclausse. Poteva trasportare un massimo di 1600 t di carbone e l'equipaggio era di 678 tra ufficiali e marinai.
L'armamento principale consisteva in 14 cannoni 152/45 Mk VII. Quattro di questi erano montati in torrette binate, a prua e poppa delle sovrastrutture, e gli altri erano posizionati in casematte a metà nave. Sei di questi erano sul ponte principale ed erano utilizzabili solo con bel tempo. La gittata massima era di approssimativamente 11200 m con i proiettili da 45 kg. 10 cannoni a fuoco rapido da 12 lb 12 cwt[nota 1] erano presenti per la difesa dalle torpediniere. La Berwick trasportava anche tre cannoni Hotchkiss da 47 mm e due tubi lanciasiluri sommersi da 450 mm.
Iniziando nel 1915, i cannoni da 152 mm sul ponte principale delle unità classe Monmouth furono spostati su ponti superiori, ricevendo scudi al posto delle originali casematte, che furono chiuse per migliorare la tenuta di mare delle navi. I cannoni da 12 lb in casamatta furono anch'essi riposizionati. Ad un certo punto della prima guerra mondiale furono installati una coppia di cannoni da 76 mm antiaerei sul ponte superiore, anche se la Berwick ebbe i suoi rimossi prima della fine della guerra.
La cintura corazzata della nave al galleggiamento era spessa 102 mm a mezza nave e 51 mm alle estremità. La corazzatura delle torrette, le barbette e le casematte era di 102 mm. Il ponte protetto variava in spessore tra i 19 e i 52 mm e la torre di comando era protetta da 254 mm di corazzatura.

## Costruzione e servizio

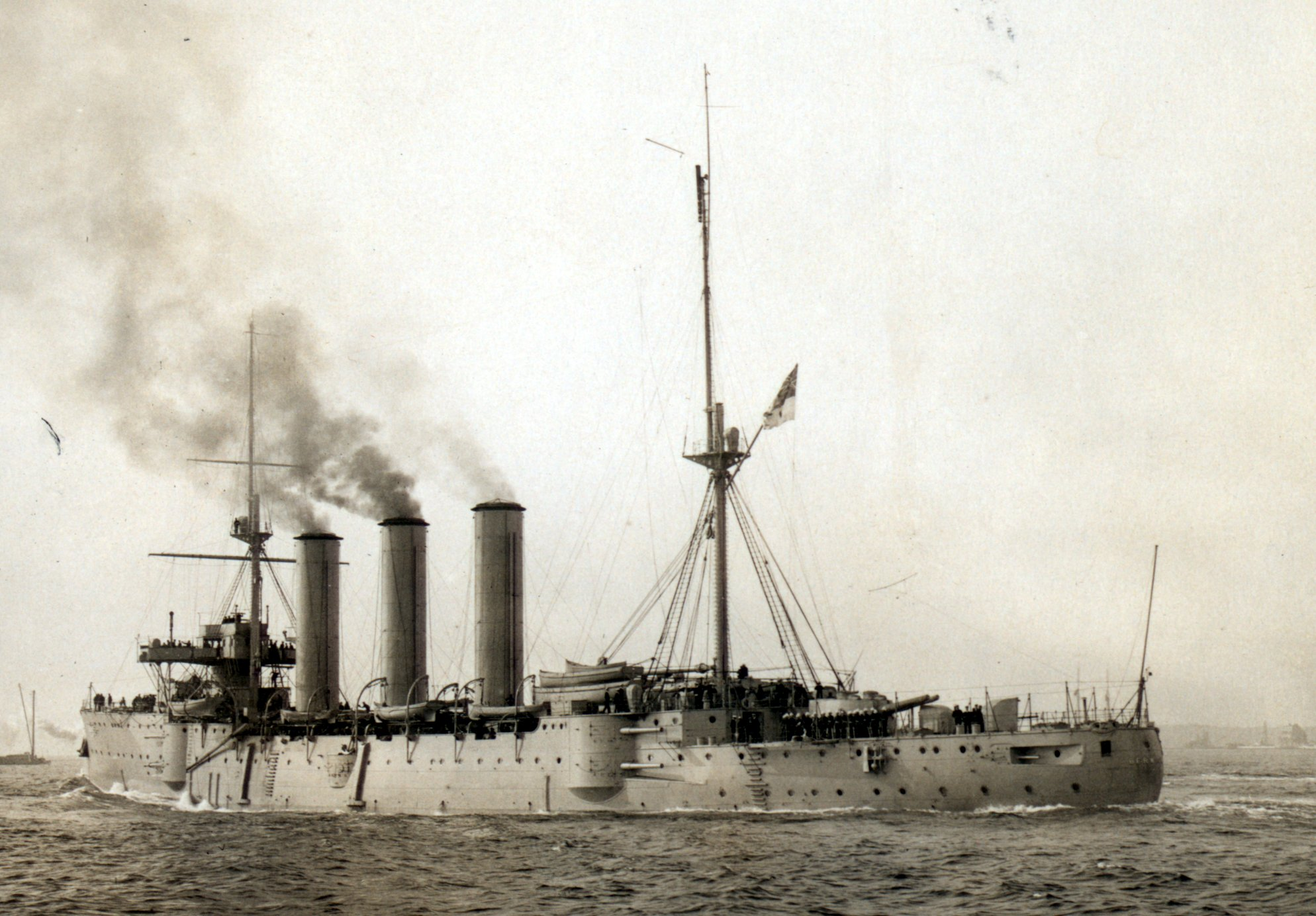
La HMS Berwick in arrivo a New York, probabilmente al tempo della firma del trattato di Portsmouth, autunno 1905.

La Berwick, così chiamata in onore dell'omonima contea scozzese, fu impostata nel cantiere Beardmore di Dalmuir il 19 aprile 1901 e varata il 20 settembre 1902 al cospetto della madrina Lady Houstoun-Boswall. Fu completata il 9 dicembre 1903 e fu inizialmente assegnata al 2nd Cruiser Squadron della Channel Fleet. Nel marzo 1906 fu trasferita alla Home Fleet. Il 2 aprile 1908 ebbe una collisone accidentale col cacciatorpediniere Tiger quando questo incrociò la prua della Berwick durante un'esercitazione notturna nella Manica, a sud dell'Isola di Wight. La Tiger fu tagliata in due, con la perdita di 36 vite. Dopo un raddobbo all'arsenale di Portsmouth, nell'aprile 1909 fu assegnata al 4th Cruiser Squadron, assegnato a Nord America e Caraibi.
Era ancora lì quando scoppiò la prima guerra mondiale nell'agosto 1914 e il 10 settembre catturò la nave mercantile tedesca SS Spreewald. Per il resto della guerra pattugliò l'oceano in cerca di naviglio tedesco e scortò convogli. Nel 1919 la Berwick fu assegnata all'8th Light Cruiser Squadron e venduta per essere demolita il 1 luglio 1920. La nave fu poi demolita in Germania nel 1922.